# Bavure
Pour les articles homonymes, voir Bavure policière.
En fabrication, la bavure désigne un surplus involontaire de matière souvent de faible épaisseur, résultant du procédé de fabrication. La bavure est inesthétique, peut être coupante et peut générer des problèmes lors d'autres opérations de fabrication ou d'assemblage ultérieures.

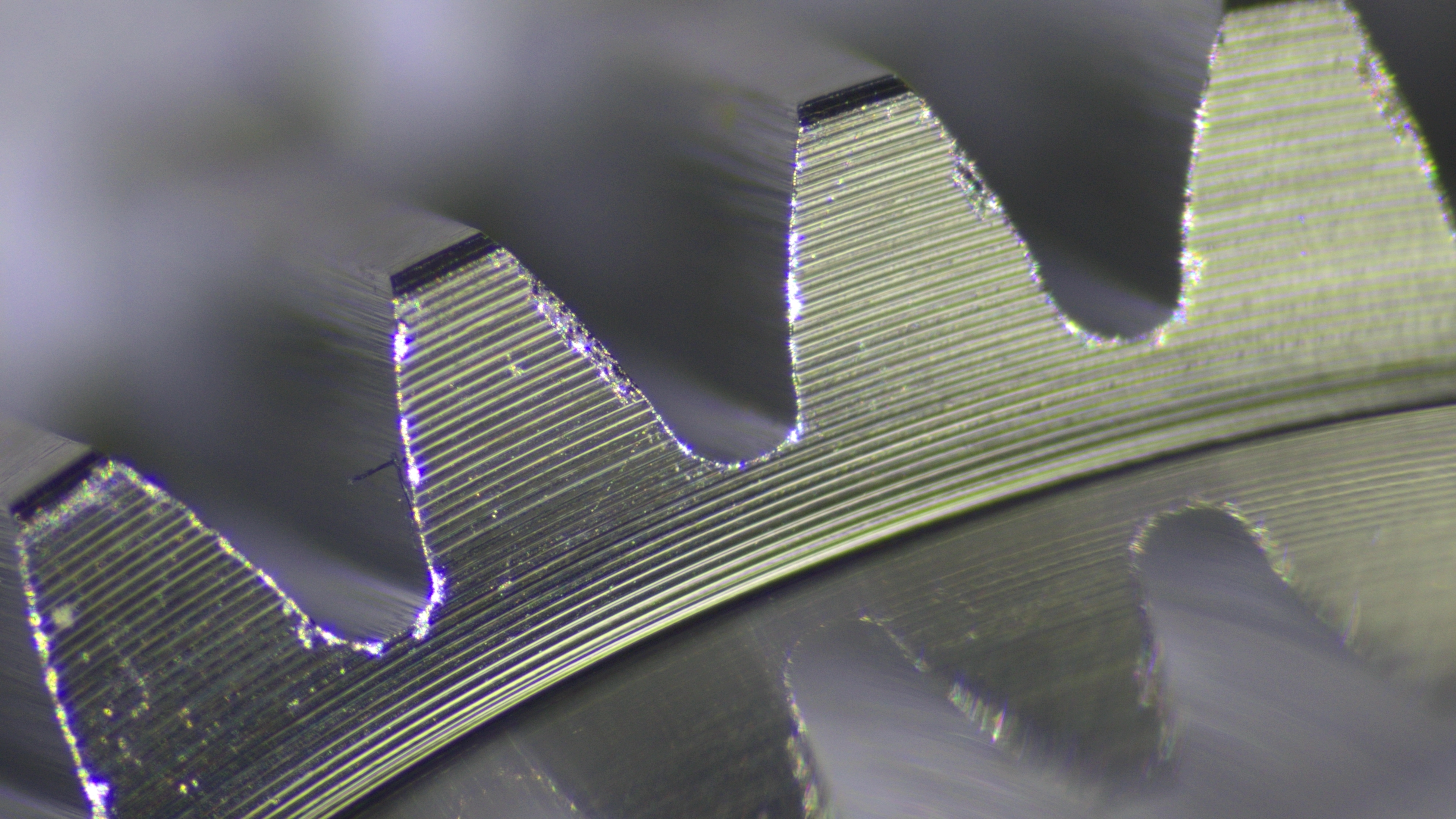
Engrenage avec une bavure

Il existe de multiples raisons expliquant la présence des bavures, mais également des méthodes très efficaces pour les faire disparaitre.

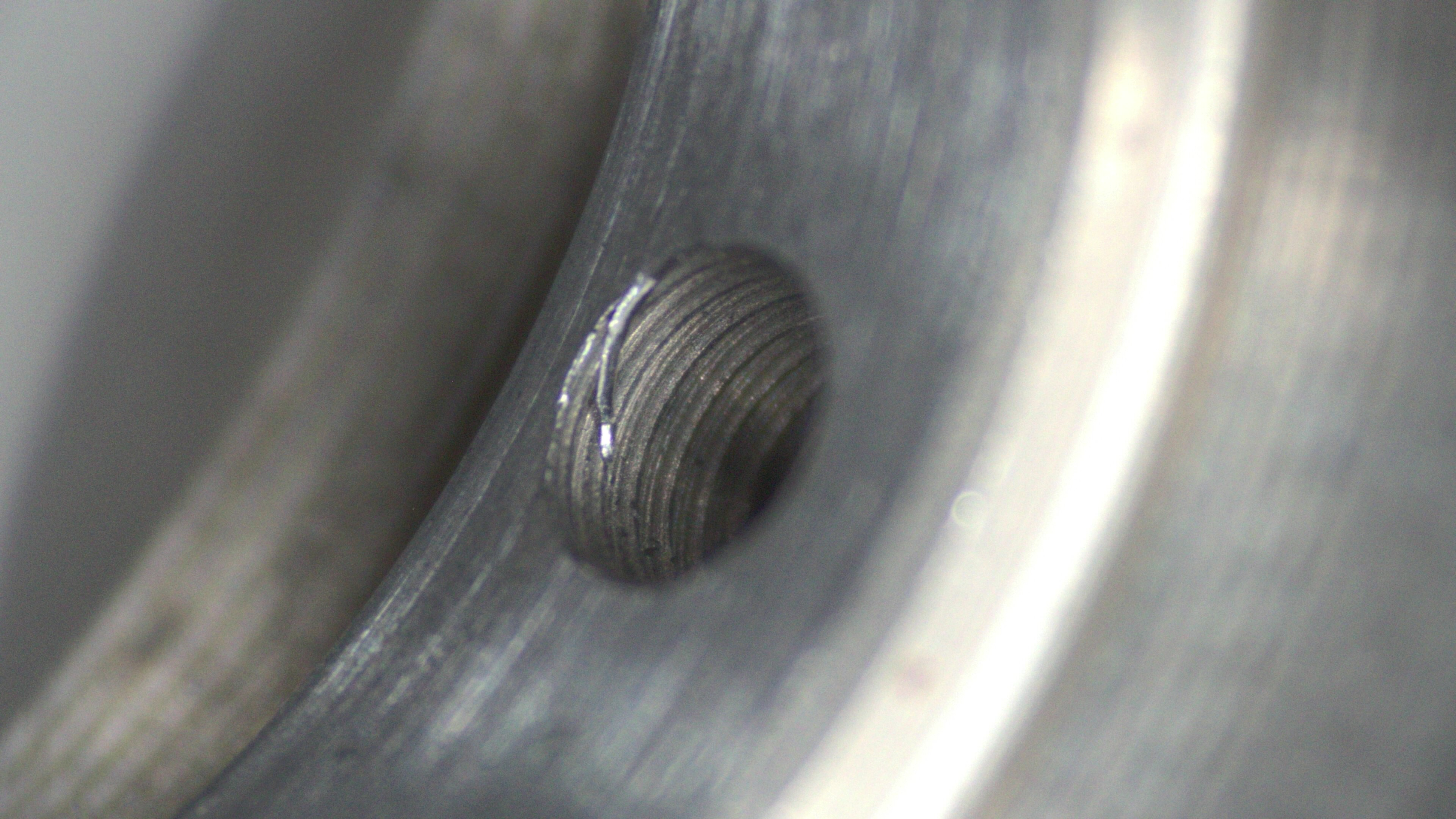
Taraudage avec une bavure

## Bavure (usinage et moulage)

### Présence
En usinage (enlèvement de matière), quand l'outil travaille sur la périphérie d'une pièce, une fine épaisseur de matière est retirée à chaque passe. Dans les cas où les paramètres d'usinage ne sont pas optimaux, lorsque la ductilité de la matière est trop élevée, de même que pour l'usinage des extrémités de pièces, un reliquat de matière reste accroché à la pièce.
C'est très visible lorsqu'on réalise un perçage dans du métal; quand le foret ressort du perçage, la forme hélicoïdale du foret combinée à la ductilité de la matière génère une fine lamelle qui restera accrochée à la pièce. Il apparait également des défauts à la surface des pièces, qui peuvent être dus soit à des phénomènes de vibration de l'outil, soit à des paramètres d'usinage imparfaits (vitesse d 'avance excessive par exemple, laissant visibles les stries  d'usinage).
En moulage, la matière sous forme liquide, s'insinue dans le moindre jeu et forme une bavure par exemple au plan de joint du moule.
De même, les irrégularités de surface du moule sont reproduites sur la pièce résultante; ces irrégularités qui doivent être éliminées sont assimilées à des bavures.

### Ébavurage
Le moyen le plus simple pour ébavurer est l'abrasion manuelle, la lime, la disqueuse ou encore en ayant recours au process de tribofinition. Une autre technique manuelle consiste à casser la bavure en la rabattant (éventuellement en plusieurs alternances) au moyen d'un outil.
Pour une production en grande série de pièces de petites dimensions, l'ébavurage peut être automatisé. Les pièces sont alors brassées en présence de médias abrasifs de forme et de taille bien définies, en présence d'additifs chimiques ce qui permet d'entraîner les microparticules de métal et d'abrasif. Cette technique (tribofinition) permet aussi d'obtenir un bel état de surface général sur les pièces (polissage).
Les derniers développements se sont concentrés sur la mise au point de solutions techniques permettant de gérer des bavures de taille importante, des bavures liées à des matériaux très durs (céramiques, zircones...), des temps de cycle d'ébavurage très réduits, des bavures très difficiles à atteindre.
L'ébavurage par centrifugeuse satellitaire est un procédé basé sur l'utilisation de médias à base de céramique, porcelaine, matières plastique ou métallique, d'additifs composés de tensio-actifs. Les dernières innovations tiennent à la particularité des mouvements appliqués aux pièces à polir, en particulier avec les centrifugeuse satellitaire à axes obliques qui génèrent des mouvements très complexes (composition d'un mouvement centrifuge et d'un "mouvement en huit"). Grâce à ces mouvements très complexes et à de hautes vitesses de rotation, les temps de cycle de polissage peuvent être réduits de manière sensible; mais l'intérêt le plus important tient à la possibilité d'utiliser des médias de taille très réduite pour accéder à des zones des pièces très difficiles d'accès (micromécanique, horlogerie, microélectronique...).
Une autre technique appelée abrasive flow machining (en) (AFM) est basée sur un usinage par extrusion de pâte abrasive. « L'outil » est ici un polymère viscoélastique qui se présente sous la forme d'une pâte chargée de particules abrasives, dont les caractéristiques rhéologiques permettent d'usiner avec précision en particulier les contours difficiles d'accès. Cette technique permet de réaliser de l’ébavurage, du rayonnage, du polissage et du calibrage de micro-perçage sur toutes les applications complexes où vous recherchez une optimisation de la qualité de finition.
L’ébavurage thermique (TEM) est basé sur le principe de la combustion. Les pièces à traiter sont enfermées hermétiquement dans une chambre d’ébavurage dans laquelle est injecté un mélange gazeux. La combustion de ce mélange permet de brûler les bavures à éliminer en un temps très court (20 ms) et à très haute température (entre 2500° et 3500°) sans altérer les caractéristiques mécaniques de votre pièce.
Ce procédé permet un ébavurage uniforme de contours complexes sur les pièces usinées ou moulées sous pression pouvant résister aux contraintes thermiques. Il élimine les arêtes et bavures de tournage, de fraisage, de brochage ou de meulage. Les temps de mise en production sont réduits, voire nuls, ce qui réduit les coûts lorsque des pièces différentes doivent être traitées successivement, en petite ou grande série.
L’usinage électrochimique (ECM) repose sur le principe de l’enlèvement chimique de matière. La pièce est raccordée en tant qu’anode (+) à une source de courant continu et l’outil en tant que cathode (-). Une solution d’eau salée injectée sous pression dans l’espace de travail attire les ions de métal de la pièce, de façon contrôlée, et réalise ainsi l’enlèvement de matière souhaité.
Cette technique est hautement productive et peut être appliquée à une grande diversité de pièces métalliques. Cette technique permet de réaliser des opérations précises d’ébavurage, d’usinage intérieur ou de contour, de rayonnage, de polissage ou encore de calibrage de perçage. La technique ECM permet un enlèvement sélectif à haut débit du métal.